# NewsBAR橋下
『NewsBAR橋下』（ニュースバーはしもと）は、2017年10月26日からABEMAで配信されていた討論バラエティ番組で、橋下徹の冠番組である。2024年3月23日放送をもって番組終了。2018年10月4日までは『橋下徹の即リプ!』（はしもととおるのそくリプ）のタイトルで配信されていた。

## 概要
『橋下徹の即リプ!』としてスタート。橋下がTwitterの数多くのツイートから寄せられた一言申したい「つぶやき」に対して、直接リプライするといった内容であった。配信開始前に「言いたいこと」「聞きたいこと」を本番組の公式Twitterで募集する。この内容をもとにゲストとともにトークを行い、アシスタントが要約したものをリプライしていた。
収録は六本木三丁目のバースタイルのスタジオ。番組は基本的に録画だが、初回をはじめ、東京都内のバーから生配信を行う回もある。
2017年にAbemaSPECIALチャンネルで開始されたが、2018年7月5日配信分（第32回）より配信時間は変わらずAbemaSPECIAL2チャンネルへ移動。
2018年10月11日よりAbemaNewsチャンネルに移動し、『NewsBAR橋下』としてリニューアル。内容は『即リプ』時代と大きく変わらないが、番組内で完結しリプライすることはなくなっている。
2019年1月1日、21時から23時まで特別番組『NewsBAR橋下 “橋下新党”立ち上げ！？スペシャル』を配信。
新型コロナウイルス感染拡大対策のため2020年4月よりリモート出演方式がとられる。またに同時に放送時間が毎週土曜21:00 - 22:00に変更された。

## 出演者
- 橋下徹
- 高橋茂雄（サバンナ） - バーテンダー[2]。
- 西澤由夏 - アシスタント（2020年4月25日『NewsBAR橋下』第67回から）[8]
- シティホテル3号室 - 不定期でテーブル席に座る来店客として出演。
- XXCLUB - 不定期でテーブル席に座る来店客として出演。

### 過去の出演者
- 青山めぐ - 初回配信のバーテンダー。
- 忍野さら - 第2回のバーテンダー。
- 日本エレキテル連合 - 朱美ちゃんと細貝さんとして不定期でテーブル席に座る来店客として出演。
- 南雲穂波[9] - バーテンダー。2016年ミス東大準グランプリ。『橋下徹の即リプ!』第3回で初出演し、以後不定期出演。9回から13回まで連続出演し、第16回から『NewsBAR橋下』第16回までレギュラー。
- 橘ゆりか - 第4回、7回、8回のバーテンダー。
- 松本有紗 - 第14回、15回のバーテンダー。2017年ミス東大。
- 紗倉まな - アシスタント（『NewsBAR橋下』第17回から）[10][11]。2020年3月19日（第65回）を最後に出演がなかったが、2020年4月25日に番組卒業を発表[12]。同年7月25日（第80回）にゲストとして出演した。

## スタッフ

### 橋下徹の即リプ!
- 制作協力：IVSテレビ制作[13]

### NewsBAR橋下
- 制作著作：AbemaTV、AbemaNews、テレビ朝日
- 制作協力：AbemaProduction[14]、IVSテレビ制作[15]